# Kethy Õunpuu
Kethy Õunpuu (* 4. Dezember 1987 in Tallinn) ist eine estnische Fußballnationalspielerin.
Õunpuu spielt aktuell beim FC Flora Tallinn und wurde für die Nationalmannschaft Estland seit 2005 bisher 108-mal eingesetzt. Ihr 100. Länderspiel bestritt sie am 4. Oktober 2019.

## Erfolge
- 2019: Estnische Meisterin
- 2020: Estnische Supercup-Siegerin[1]